# 小川琢治
小川 琢治（おがわ たくじ、明治3年5月28日（1870年6月26日） - 昭和16年（1941年）11月15日）は、日本の地質学者・地理学者。学位は、理学博士（京都帝国大学・論文博士・1909年）。京都帝国大学名誉教授。

## 生涯

### 大学卒業まで
1870年に紀伊国田辺藩（現：和歌山県田辺市）で田辺藩儒学者・浅井篤（南溟）の次男として生まれる。満5歳となる1875年、現在の和歌山市に移る。父の私塾の転遷に伴い紀ノ川筋の村々に居住する。学制の制定（1872年：明治5年）後であったが小学校には通わなかった。
1883年、父が有田郡広村の耐久社に招かれた。その縁で書庫に自由に出入りし、そこで多数の漢籍を読むことができた。満14歳となる1884年に和歌山中学校に入学。それまでに「四書」「五経」を父親より口授される。在学中、司馬光『資治通鑑』を読む。しかし、中退して上京した。
1886年、第一高等学校に入学する。1891年に東京での学資が続かなくなったため、元紀州藩士小川駒橘（旧姓長屋、横浜正金銀行勤務、横浜在住）の婿養子に入り、小川姓となる。同年、紀州旅行の準備中（10月28日）に、濃尾地震に遭遇。名古屋市の惨状を目の当たりにしたのち帰省し、紀南（湯ノ峰温泉、瀞八丁、潮岬）を旅行、自然や人文事象を詳細に観察して地学の研究を志すようになる。1892年夏、富士山麓の御殿場で静養中に、同校生徒の内田銀蔵と出会い、共に過ごした。同年、健康回復のため休学する。1893年、同校を卒業し、帝国大学理科大学地質学科に入学する。
1894年、小川家長女の小川小雪と結婚式を挙げる。大学在学中の1895年に東京地学協会から台湾の地誌の編纂を委嘱された。半年以上かけ『台湾諸島誌』を執筆し、翌年公刊した。1897年、東京帝国大学理科大学（この年より「東京帝国大学」に改称）地質学科を卒業した。

### 大学卒業後
卒業した年に農商務省に任官し、地質調査所（現：産業技術総合研究所地質調査総合センター）技手となる。1900年にはパリ万国博覧会に日本の出品審査官として参加、万国地質学会議に参加した。この折に、ヨーロッパ各地（ドイツ、オーストリアなど）を視察した。このときウィーンの駐在武官と喧嘩をしてサーベルで斬りつけられて負傷、この傷痕は眉間に生涯残っていたという。1904年 日露戦争が勃発すると、大本営付きとなって中国大陸の地質調査を行い、当時としては先進的な炭鉱の露天掘りを提案した。
1908年、農商務省地質調査所を退官、京都帝国大学文科大学教授に就任し、地理学講座を担当した。1909年、京都帝国大学総長の推薦により、理学博士号を取得した。1921年、京都帝国大学理学部地質鉱物学科の初代主任教授となる。1926年には帝国学士院会員に任命された。
1929年、大著『地質現象之新解釈』を著す。
1930年に京都帝国大学を退官し、名誉教授となった。1941年11月15日に死去。墓所は和歌山市堀止西の万性寺と京都市金戒光明寺にある。

## 受賞・栄典
位階
- 1926年（大正15年）7月2日 -  従三位[6]
- 1930年（昭和5年）7月1日 - 正三位[7]

外国勲章佩用允許
- 1910年（明治43年）6月10日 - 大韓帝国勲二等八卦章[8]

## 家族・親族
- 父：浅井篤（南溟）は儒学者。
- 長男：小川芳樹は冶金学者。
- 次男：貝塚茂樹は東洋史学者。孫（茂樹の子）に経済学者の貝塚啓明がいる。
- 三男：秀樹（湯川秀樹）は物理学者。
- 四男：小川環樹は、中国文学者。
- 五男：小川滋樹（ますき）は、第二次世界大戦で戦病死している。

## 人物
- 多趣味で、何かに興味を持つと、それに関する本を集める癖があった。そのため、自宅は図書館のようであったという。
- 「勉強は自主的に行うもの」という信念を持っており、強いることは一切しなかった。教え子や子どもらにはいつも「学校の成績のために学ぶのは、実に愚かしいことだ。自分が好きな学問を、広くかつ深く学びなさい」と言い聞かせたという。
- 京都帝国大学に地球学団を組織し、機関誌『地球』を主宰。日本列島の地質二重構造説、日本アルプスの低地氷河存在説などを発表した。大学での渾名は「雷親爺」。晩年は刀剣の蒐集に凝っていたが、その大半は無価値な贋物だったといわれる[9]。

## 著書
- 『台湾諸島誌』東京地学協会、1896年
- 『支那歴史地理研究』弘文堂、1928年
- 『支那歴史地理研究．続集』弘文堂、1929年
- 『支那古代地理学史』岩波書店、1933年
- 『戦争地理学研究』古今書院、1939年
- 『数理地理学』宇宙物理研究会、1948年